# Vila Nova de Poiares
Vila Nova de Poiares es una villa portuguesa en el distrito de Coímbra, região Centro y comunidad intermunicipal de Coímbra, con cerca de 3800 habitantes.

## Geografía
Es sede de un pequeño municipio (clasificado como municipio de 3.ª orden) con 83,82 km² de área y 6807 habitantes (2021), subdividido en 4 freguesias. El municipio está limitado al norte por los municipios de Penacova, al este por Arganil, al sudeste por Góis, al sur por Lousã, al sudoeste por Miranda do Corvo y al oeste por Coímbra.

### Freguesias
Las freguesias de Vila Nova de Poiares son las siguientes:
- Arrifana
- Lavegadas
- Poiares (Vila Nova de Poiares)
- São Miguel de Poiares

### Demografía
| Gráfica de evolución demográfica de Vila Nova de Poiares entre 1864 y 2021 |
|                                                                            |
| Datos según el nomenclátor publicado por el INE portugués.                 |

## Historia
El municipio nació oficialmente en el 1836, por desmembramiento de Penacova y Coímbra, teniendo su sede que ser elevada a vila portuguesa el 17 de agosto de 1905.

## Ciudades hermanadas
El municipio de Poiares se encuentra hermanado con las siguientes localidades: 
- Caué, Santo Tomé y Príncipe.
- Douchy-les-Mines, Norte-Paso de Calais, Francia.
- Hüngen, Hesse, Alemania (en preparación).
- Lichinga, Niassa, Mozambique.
- Liquiçá, Timor Oriental.
- Mansoa, Oio, Guinea-Bissau.
- Mielec, Subcarpacia, Polonia.
- Vila do Maio, Cabo Verde.

## Cultura

### Fiestas y romerías
- Mercado Semanal de los martes
- Fiesta de Nossa Senhora das Necessidades el Poiares el 2.º domingo de agosto
- Romería de Nossa Senhora das Necessidades a 29 de junio en el Alto de São Pedro Dias
- São Miguel - 1.º domingo de septiembre
- Fiesta de Arrifana - 4.º domingo de agosto
- Feriado Municipal - 13 de Janeiro (Restauração em Definitivo do Concelho)
- Poiartes - Feira Nacional de Artesanato - 3.ª semana de septiembre